# Vésicule extracellulaire

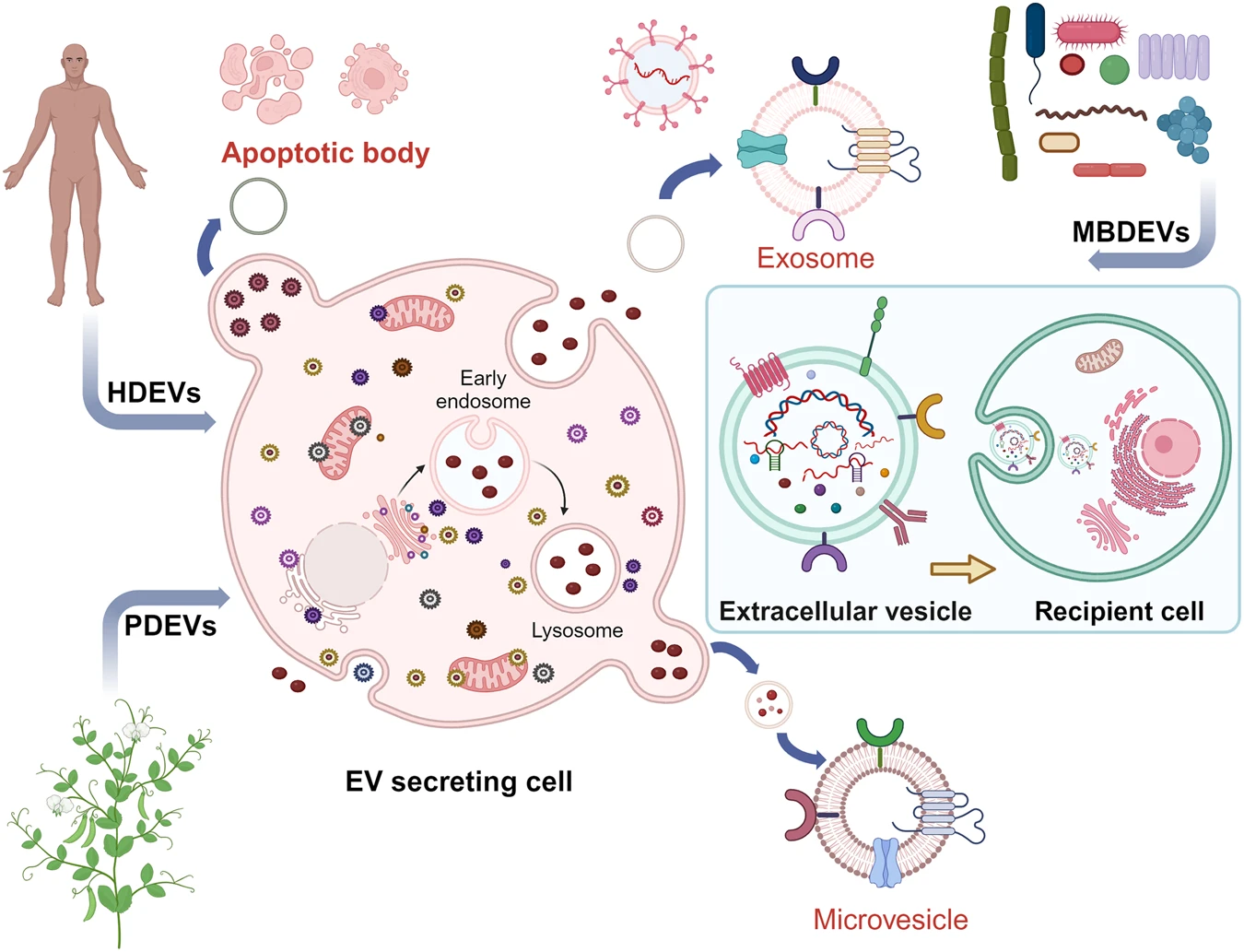
Origine des vésicules extracellulaires.

Les vésicules extracellulaires sont des structures de taille nanométrique sécrétées dans l'espace extracellulaire tel que le sérum, dans des conditions normales ou pathologiques. Ces vésicules contiennent et transportent divers composants cellulaires tels que des protéines, de l'ARN messager, de l'ARN mitochondrial, de l'ADN et des lipides, influençant ainsi divers processus physiologiques et pathologiques, ce qui en fait des candidats aux transports d'agents thérapeutiques.

## Introduction
Les vésicules extracellulaires forment une collection hétérogène de particules ayant une membrane constituée d'une double cloison lipidique sécrétées par une myriade de types de cellules. Leur production permanente est observée dans tous les domaines de la vie, englobant à la fois les procaryotes et les eucaryotes, et dans toutes les conditions, allant des états physiologiques aux états pathologiques. Bien qu’initialement considérés comme de simples débris cellulaires, les recherches ont mis en lumière leur rôle de porteurs bioactifs. Ces vésicules sont les vecteurs du transport de divers constituants cellulaires, facilitant la communication cellulaire complexe  et assurant la médiation d'une pléthore de processus biologiques . Les vésicules extracellulaires transportent un large éventail de protéines, notamment des protéines telles que les récepteurs de surface cellulaire, des protéines de signalisation, des facteurs de transcription, des enzymes et des substances protéines de la matrice extracellulaire . Elles contiennent également des lipides et des acides nucléiques (tels que l'acide ribonucléique mitochondriale, l'acide ribonucléique messager et l'acide désoxyribonucléique) qui peuvent être transférés des cellules mères aux cellules réceptrices, assurant ainsi la communication intercellulaire et le transfert moléculaire.
Les vésicules extracellulaires contribuent à des maladies pathologiques telles que les maladies cardio-vasculaires, les maladies neurodégénératives et le cancer.
Les vésicules extracellulaires englobent divers sous-types classés selon leurs mécanismes de synthèse et de libération, notamment les exosomes, les vésicules apoptotiques et autres sous-groupes de vésicules extracellulaires . Elles peuvent également être classées en fonction du type de cellule d'origine ou l'état physiologique des cellules, par exemple, les « oncosomes » libérés par les cellules cancéreuses ; les « prostasomes » proviennent de la prostate. Les microvésicules, les exosomes et les corps apoptotiques sont les principales entités des vésicules extracellulaires, mais des recherches ont identifié d'autres types, tels que les grands oncosomes, les migrasomes , les ectosomes , les exomères, les supermères et les particules membranaires. Les vésicules extracellulaires sont largement distribuées et ont été détectées dans tous les fluides corporels humains, y compris le lait maternel, le liquide céphalo-rachidien, l'urine, la salive et le sang, tant dans des conditions saines que pathologiques. Notamment, la nature du liquide, les maladies associées et les conditions pathologiques dominantes sont étroitement liées à la quantité de vésicules extracellulaires, à la provenance des tissus, à la composition moléculaire et aux caractéristiques fonctionnelles inhérentes.

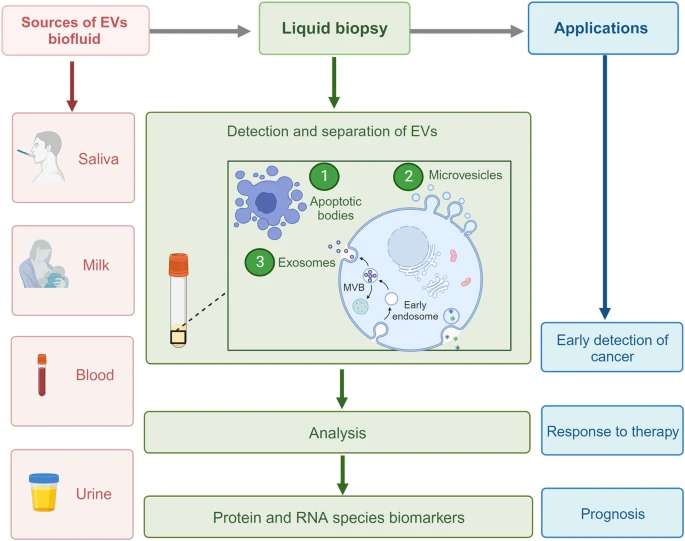
Vésicules extracellulaires dans les fluides humains.

La métaprotéinique et l'ARN extracellulaire, notamment l'urine et le sang, possèdent une nette valeur diagnostique et pronostique. Compte tenu de la capacité des vésicules extracellulaires à encapsuler et à préserver la signature moléculaire de leurs cellules mères, ils sont apparus comme des trésors potentiels de découvertes de biomarqueurs.
Une attention particulière a été portée au lait maternel, et à son spectre de substances bioactives, essentiels à la santé des nourrissons. On a supposé que les vésicules extracellulaires dans le lait maternel jouent un rôle dans la protection des nourrissons contre des affections telles que l’entérocolite nécrosante. En outre, les vésicules extracellulaires provenant du lait maternel présentent une voie thérapeutique prometteuse pour les nouveau-nés dans des scénarios où l'allaitement maternel est irréalisable et où l'obtention du lait maternel par un donneur pose des défis .
Parallèlement, la composition des vésicules salivaires en fait un réservoir potentiel de biomarqueurs, en particulier pour les tumeurs malignes buccales et systémiques. Leur présence et leur profil pourraient servir d’indicateurs de maladies localisées et systémiques. Ces vésicules extracellulaires peuvent induire des effets biologiques sur de longues distances, car ils peuvent circuler dans tout le corps, et pas seulement localement dans le microenvironnement des cellules libérées .
Les vésicules extracellulaires jouent un rôle central dans la préservation de l'homéostasie, l’apparition et développement d’une myriade de maladies, notamment le cancer et les troubles neurologiques. Qu’elles proviennent de tissus sains ou malades, les vésicules extracellulaires peuvent intervenir comme porteurs de protéines pathogènes et de micro ARN, facilitant potentiellement la propagation et l’intensification de certaines maladies. L’un des principaux mécanismes par lesquels les vésicules extracellulaires exercent leur influence est l’interaction avec les cellules réceptrices. Elles y parviennent en se liant à des molécules réceptrices spécifiques à la surface des cellules. Parmi ces récepteurs figurent les protéines tétraspanine, les intégrines, les immunoglobulines et les protéoglycanes. De telles interactions favorisent non seulement la communication entre les cellules, mais favorisent la progression des vésicules extracellulaires vers leurs cellules ciblées.
Les cellules cancéreuses ont tendance à produire des vésicules extracellulaires plus abondamment et avec un contenu protéique plus riche que leurs homologues sains. Les vésicules extracellulaires se lient aux cellules réceptrices par l'intermédiaire de molécules de surface, modifiant ainsi les propriétés physiologiques des cellules cibles  et influençant divers aspects de la croissance du cancer. Elles interviennent dans les voies critiques associées à la progression du cancer, connues sous le nom de caractéristiques du cancer, et jouent un rôle majeur dans les processus précoces et tardifs liés au développement tumoral et aux métastases.
Dans le cancer, les vésicules extracellulaires forment un microenvironnement tumoral favorable et des niches pré-métastatiques . Des études ont montré que les formes très agressives de cellules tumorales cérébrales contenaient de grandes quantités de vésicules extracellulaires. La masse de vésicules extracellulaires dérivées du cancer est associée à des formes avancées de cellules tumorales caractéristiques de la maladie , telles que les métastases, la résistance au traitement et l’évasion immunitaire . Diverses méthodes détectent et analysent les sous-types de vésicules extracellulaires et leur contenu, permettant ainsi la différenciation entre les vésicules extracellulaires dérivées du cancer et celles issues de cellules normales.
Les vésicules extracellulaires augmentent dans le sang en cas d'inflammation chronique et aiguë associée à différentes maladies. L’identification et le suivi des vésicules dans la circulation sanguine peuvent déterminer leur utilisation générale comme biomarqueurs. De plus, les vésicules extracellulaires libérées sous l'effet des agents pathogènes et par d’autres cellules malades courantes peuvent altérer la biologie cellulaire, entraînant un cancer, une suppression immunitaire et des lésions tissulaires lors d’une septicémie. Les leucocytes polymorphonucléaires activés provenant de patients septiques produisent des vésicules extracellulaires avec des molécules d’adhésion accrues entraînant des lésions endothéliales et un dysfonctionnement des organes.
Le potentiel thérapeutique et diagnostique des vésicules extracellulaires est actuellement sur le point de réaliser une avancée majeure.. Leurs rôles inhérents dans la communication de cellule à cellule et le transfert moléculaire soulignent leur pertinence en biomédecine. En raison de leur identification relativement récente en tant qu’acteurs essentiels de la physiologie et des maladies, l’utilisation de ces minuscules vésicules à des fins diagnostiques et thérapeutiques connaît une croissance rapide. Les vésicules extracellulaires dérivés du cancer et des cellules affectées offrent de nouvelles opportunités et de nouveaux biomarqueurs pour diagnostiquer et prédire le pronostic de maladies courantes. Ces vésicules extracellulaires sont connus pour protéger leur contenu, ce qui en fait de précieux transporteurs pour l’administration ciblée de médicaments. Leur rôle de transporteur de médicaments peut être exploité pour la chimiothérapie et pour évaluer l’efficacité des médicaments thérapeutiques De plus, l’utilisation thérapeutique des vésicules extracellulaires sécrétés par divers types de cellules, principalement les cellules souches et progénitrices, offre des avantages significatifs par rapport à l’utilisation des cellules mères.

## Différents types de vésicules extra-cellulaires
| Vésicule            | Origine                 | Taille (nm) | Densitè (g/ml) | Mécanisme |
| ------------------- | ----------------------- | ----------- | -------------- | --- |
| Exosome ,           | Corps multivésiculaires | 50–150      | 1.13–1.19      | Les endosomes mûrissent en endosomes tardifs, formant des corps multivésiculaires avec des vésicules intraluminales qui fusionnent avec la membrane cellulaire pour être libérées (dépendantes ou indépendantes du complexe ESCRT) |
| Microvésicule ,     | Membrane cellulaire     | 100–1000    | 1.032–1.068    | L'afflux de calcium et le remodelage du cytosquelette cortical provoquent un bourgeonnement et un clivage de la membrane plasmique.                                                                                                |
| Corps apoptosique , | Membrane cellulaire     | 100–5000    | 1.16–1.28      | Fragmentation cytoplasmique lors de la mort cellulaire programmée. |
| Exomère             | Sécrétion cellulaire    | < 50        | 1.1–1.19       | Clivage de grandes extensions cytoplasmiques du corps cellulaire. |
| Migrasome           | Fibres de rétraction    | 500–3000    | Inconnu        | Par la polarisation de l'actine, les migrasomes se forment à l'extrémité ou par bifurcation des fibres de rétraction. |
| Oncosome ,          | Membrane cellulaire     | 1000–10000  | 1.10–1.15      | Libéré par la cellule tumorale avec des mouvements amiboïde. |
| Supermère,          | Inconnu                 | < 50        | Inconnu        | Inconnu |

## Formation et composition des vésicules extracellulaires
La formation  des vésicules extracellulaires est  un processus complexe et encore débattu. 
Les exosomes et les ectosomes suivent des voies de formation uniques.Les mécanismes impliqués dans leur formation, mettent en évidence le rôle de composants cellulaires autrefois négligés. Les vésicules extracellulaires formés par les vésicules cytoplasmique (intérieur de la cellule) sont appelés exosomes ou par des vésicules bourgeonnant vers l'extérieur au niveau de la membrane plasmique sont appelés microvésicules .  Les exosomes sont générés par la fusion de corps multivésiculaires  avec la membrane plasmique régulé par des molécules telles que la sphingomyélinase neutre 2 , le complexe ESCRT, la synténine, l'ALIX, les tétraspanines, les protéines Rab et la phospholipase D2 .
Lors de l'apoptose, les microvésicules proviennent de la saillie vers l'extérieur de la membrane plasmique,  conduisant à la libération de corps apoptotiques .

## Sources de l'article
Cet article une traduction incompléte de l'article: Kumar, M.A., Baba, S.K., Sadida, H.Q. et al. Extracellular vesicles as tools and targets in therapy for diseases.Sig Transduct Target Ther 9, 27 (2024). https://doi.org/10.1038/s41392-024-01735-1 paru sous licence Creative Commons Attribution 4.0 International